# Vilém Pruský (1882–1951)
Friedrich Wilhelm Victor August Ernst, korunní princ Německé říše a Pruska, od roku 1919 Wilhelm princ Pruský (6. května 1882, Postupim – 20. července 1951, Hechingen) byl za vlády svého otce Viléma II. pruský a německý korunní princ. Po svém návratu z exilu do Německa v roce 1923 bojoval proti Výmarské republice a vedl kampaň za znovuzavedení monarchie. Po smrti Viléma II. v roce 1941 se stal hlavou rodu Hohenzollernů.

## Život

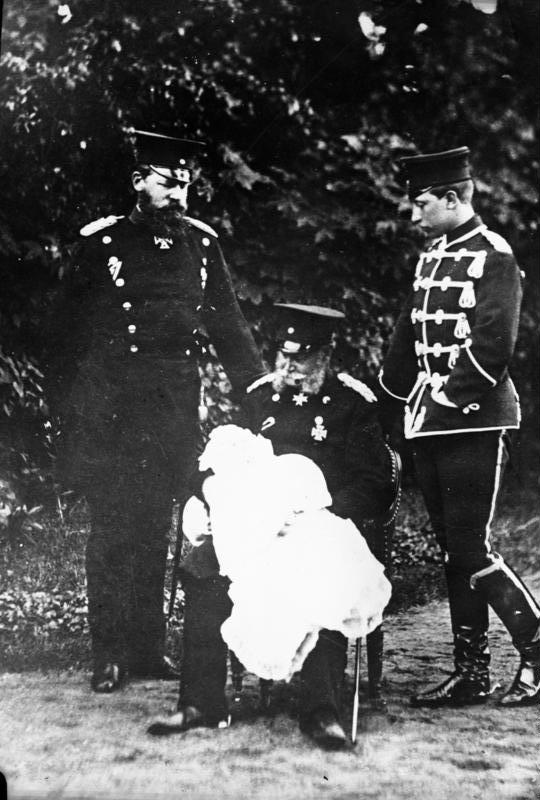
Císař Vilém I. se svým synem, pozdějším císařem Fridrichem III. (vlevo) a svým vnukem, pozdějším císařem Vilémem II. (vpravo); na císařově klíně jeho pravnuk Vilém (1882)

### Původ a dětství
Vilém byl prvním synem tehdejšího pruského prince Friedricha Wilhelma a princezny Augusty Viktorie ze Šlesvicka-Holštýnska-Sonderburg-Augustenburg. Jeho otec byl nejstarší syn německého korunního prince, později císaře Friedricha III., a vnuk císaře Viléma I. Narodil se v Mramorovém paláci v Postupimi, kde jeho otec žil s rodinou od roku 1881 až do svého nástupu na trůn.
V roce 1888 se jeho otec nejprve stal korunním princem a poté německým císařem jako Vilém II. Korunní princ trávil školní dny se svými bratry v Plöner Prinzenhaus v pruské provincii Šlesvicko-Holštýnsko.

### Mládí a manželství
V letech 1901 až 1903 studoval korunní princ ústavní a správní právo na Rheinische Friedrich-Wilhelms-Universität. Vilém bydlel ve vile korunního prince, kterou koupil speciálně pro studium šesti císařových synů. V roce 1903 se stal nositelem sborové stuhy Borussia Bonn.
6. června 1905 se v palácové kapli Berlínského paláce oženil s Cecilií Meklenbursko-Zvěřínskou. Cecilie byla třetím a nejmladším dítětem z manželství zesnulého velkovévody Friedricha Františka III. Meklenbursko-Zvěřínského s velkokněžnou Anastasiou Michajlovnou z ruské dynastie Romanovců. Svatba byla jednou z nejvelkolepějších událostí roku, která byla oslavena bohatě vyzdobeným průvodem od Braniborské brány po bulváru Unter den Linden do Berlínského paláce.
Po svatbě strávila rodina korunního prince zimu v Kronprinzenpalais na bulváru Unter den Linden, v letních měsících se přestěhovala do Mramorového paláce v Nové zahradě v Postupimi. V následujících letech se páru narodilo šest dětí.

Korunní princ byl sportovní nadšenec. Na rozdíl od svého otce byl vždy vynikajícím jezdcem, který se účastnil mnoha jezdeckých soutěží.
„Sám naboural mnoho mladých lidí. [...] Jeho nadšení zašlo tak daleko, že jednou, navzdory výslovnému císařskému zákazu, jel na veřejném závodě v Jezdeckém klubu Berlín-Postupim.“
– Cecilia 

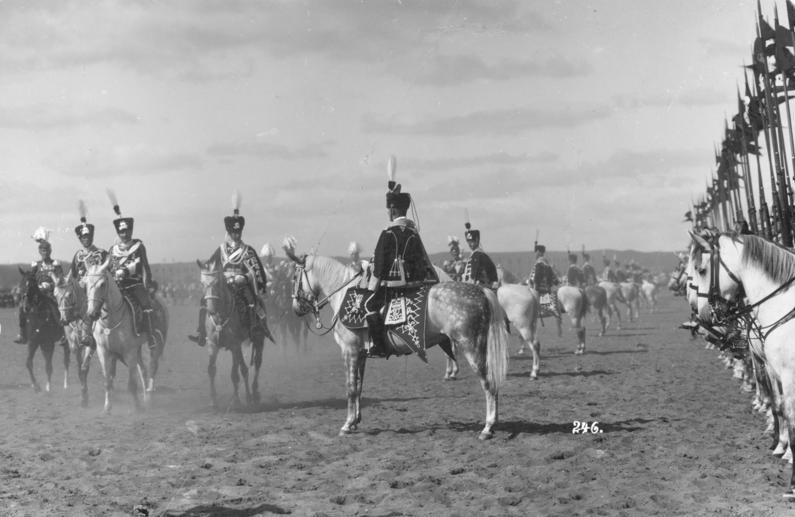
Korunní princ přebírá 1. husarský pluk (Gdaňsk, 15. září 1911)

15. září 1911 převzal velení 1. husarského pluku v Gdaňsku a do začátku roku 1914 žil se svou rodinou ve vile Seehaus v Sopotech, zatímco v Postupimské Nové zahradě se v letech 1913 až 1917 zrodila rezidence Cecilienhof.
V srpnu 1910 jeho otec vyhověl dlouho ignorované žádosti Albertovy univerzity v Königsbergu o udělení následníkovi trůnu titul rektora grandissimus. K univerzitě, jejíž chod tradičně řídil prorektor, však korunní princ nenašel žádný bližší vztah.

### V první světové válce

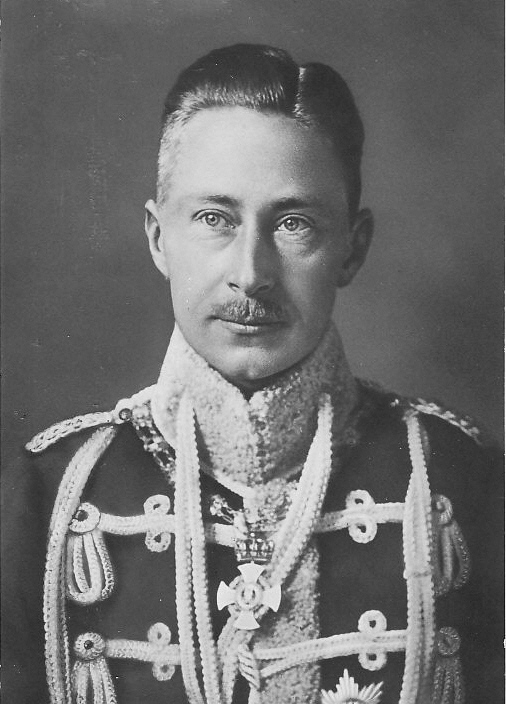
Korunní princ Vilém v husarské uniformě (1914)

Po dlouhou dobu během první světové války Vilém nominálně velel 5. armádě, včetně bitvy u Verdunu. Skutečné operační vedení však leželo na jeho náčelníkovi štábu. Tato bezmocná reprezentativní pozice následovala výslovné příkazy jeho otce:
„Svěřil jsem ti vrchní velení 5. armády. Získáš generálporučíka Schmidta von Knobelsdorfa jako náčelníka štábu. Musíš dělat to, co ti radí.“
Jeho přísně vojenská výchova, ale ještě více osobní vztah k Arthuru von Falkenhaynovi, kterého si velmi vážil jako bývalého vychovatele, zpočátku neumožňovali korunnímu princi otevřeně vystupovat proti „krvácejícím plánům“ Ericha von Falkenhayna a Schmidta von Knobelsdorfa. Podle jeho vlastní retrospektivy napsané v roce 1923 byl však od začátku skeptický. Jak dále uvádí, Falkenhayn ho poté, co ofenziva brzy ztratila na síle, přesvědčil, že útoky musí být zastaveny. Zatímco však - pod vlivem Schmidta von Knobelsdorfa - znovu změnil názor a nařídil pokračování bitvy o Verdun, korunní princ setrval na svém přesvědčení. Od konce listopadu 1916 byl Vilém vrchním velitelem skupiny armád německého korunního prince. Náčelníkem jeho štábu byl generálporučík Friedrich hrabě von der Schulenburg.
V průběhu roku 1917 vyvrcholil boj o moc mezi Nejvyšším armádním velením pod vedením Paula von Hindenburga a Ericha Ludendorffa na jedné straně a říšskou vládou na straně druhé. Zatímco se vláda, zpočátku s podporou císaře, snažila mírnit německou politiku válečných cílů a podle svých odpůrců se přikláněla k vyjednanému míru, korunní princ Vilém se velmi odhodlaně postavil na stranu vojenského vedení. Rezignace kancléře Theobalda von Bethmann Hollweg označil 13. červenec 1917 za „nejkrásnější den svého života“. Přispěl také ke svržení šéfa císařského civilního kabinetu Rudolfa von Valentiniho, který byl v lednu 1918 donucen opustit úřad. To vše oslabilo politickou pozici císaře Viléma II., který ztratil vliv na vládní záležitosti a přenechal kontrolu nad německým jměním zcela velení armády.

### Výmarská republika
Během Listopadové revoluce roku 1918 se Vilémovi krycí síly vzbouřily s 5. armádou. Vilémův náčelník štábu Schulenburg mu doporučili, aby nenásledoval svého otce do vyhnanství. Požádal proto Radu zástupců lidu, která vznikla 10. listopadu, aby mohl spořádaně vést jeho armádní skupinu zpět domů. Tato žádost byla zamítnuta a Vilém byl zbaven své vojenské pozice. Později Paul von Hindenburg navrhl, aby korunní princ následoval svého otce do exilu v Nizozemsku. Vilém tomuto požadavku ustoupil, k velkému zklamání Schulenburga. Poté, co Rada lidových zástupců odmítla jeho přání vést své vojáky domů nebo alespoň nechat se vrátit na svůj hrad ve Slezsku jako soukromý občan, překročil 12. listopadu nizozemskou hranici s falešnou holandskou identitou. Vláda kancléře Charlese Ruijse de Beerenbroucka jej ubytovala na bývalé faře na ostrově Wieringen, kterou směl opustit pouze za svými rodiči do Doornu. Dne 1. prosince 1918 Vilém podepsal své prohlášení o abdikaci a tím se vzdal německého trůnu.
Korunní princ byl na seznamu 895 skutečných a podezřelých válečných zločinců, jejichž vydání vítězné mocnosti požadovaly ve Versailleské mírové smlouvě. Německo tomuto požadavku nevyhovělo a teprve v únoru 1920 prohlásily vítězné mocnosti, že se spokojí s rozsudkem německého soudu, ale ani to se nestalo. Na konci roku 1923 se Vilém vrátil do Německa, což bylo umožněno s podporou kancléře Gustava Stresemanna.

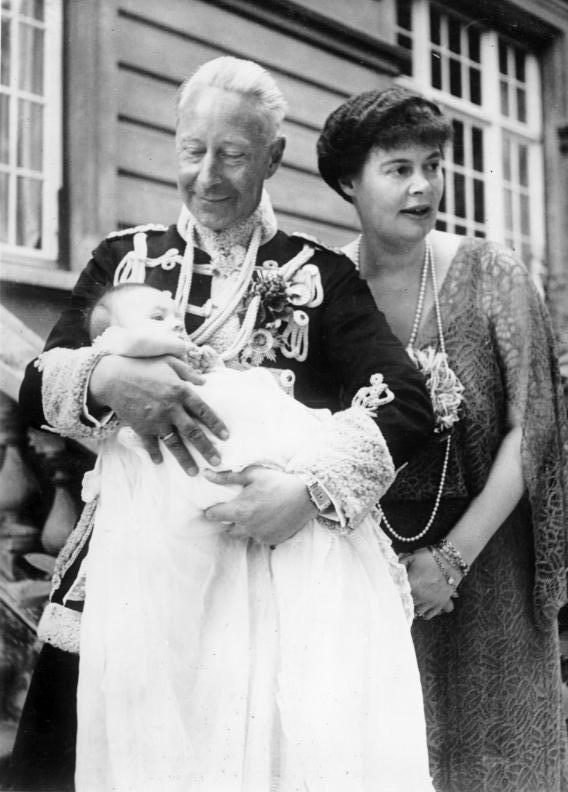
Vilém a Cecilie v Bonnu v roce 1934 se svou vnučkou Felicitas Pruskou

Po svém návratu navázal různé kontakty v pravicovém a radikálně pravicovém prostředí. V roce 1925 například podnikl monarchistickou propagandistickou cestu Východním Pruskem, kterou prohlásil za soukromou cestu, kde byl oslavován výkřiky „Vraťte se!“. Objevil se také na akcích pořádaných Stahlhelm, Bund der Frontsoldaten, sdružením protirepublikových veteránů. V roce 1928 blahopřál politikovi NSDAP Hermannu Göringovi k jeho zvolení do Reichstagu. Po cestě do Itálie v roce 1928 byl bývalý korunní princ ohromen „brilantní brutalitou“ s jakou se fašisté zbavovali protivníků. Viléma několikrát přijal Benito Mussolini a na stole měl podepsaný portrét Duceho. V roce 1931 bývalý korunní princ vysvětlil svému otci v Doornu, že si znovuzavedení monarchie v Německu dokáže představit jen „podle italského vzoru“: V Itálii vládl formálně král Viktor Emanuel III., ale moc byla v rukou Mussoliniho. Jako německého diktátora si dovedl představit vůdce Stahlhelmu Franze Seldteho.
Několik dní po listopadové revoluci v roce 1918 byl majetek Hohenzollernů zkonfiskován a poté spravován pruským ministerstvem financí. Ve sporu o vyvlastnění knížat vyjednával Vilém prostřednictvím svých právníků se Svobodným státem Prusko až do roku 1926. Nakonec byl 26. října 1926 přijat „Zákon o majetkovém dělení mezi pruským státem a členy dříve vládnoucí pruské královské rodiny“. Státu Prusko připadlo 75 paláců, z nichž kulturně a historicky nejvýznamnější byly pod „Správou státních paláců a zahrad“ založené v roce 1927. Hohenzollernům zůstalo 39 budov a řada zemědělských usedlostí, včetně Cecilienhof a zámku Oels v Dolním Slezsku, který Vilémova rodina využívala jako venkovské sídlo, dále palác císaře Viléma a palác Monbijou v Berlíně a zámek Rheinsberg, který zůstal přístupný veřejnosti. Bývalé královské ministerstvo domácnosti působilo jako soukromá generální správa dříve vládnoucí pruské královské rodiny v holandském paláci v Berlíně.
Manželé (rodiče šesti dětí) se během 20. let natrvalo odcizili. Vilém měl během manželství mnoho milostných afér, Cecilie se ze smutku konání svého manžela dostala k alkoholismu. V květnu 1928 napsal svému otci z Říma: „Socialismus, komunismus, demokracie a zednářství byly vykořeněny s kořeny a větvemi. To způsobila brilantní brutalita.“ Italský fašismus je „báječná instituce“. Po zvolení bývalého polního maršála Paula von Hindenburga druhým říšským prezidentem Výmarské republiky v roce 1925 bývalý císař a jeho rodina marně doufali, že se ujme iniciativy k obnovení monarchie. V 1930 se Vilém připojil k Stahlhelm.
Bývalý korunní princ byl také zklamán politikou porozumění, kterou jeho přítel Stresemann prosazoval směrem k Francii a na přistoupení Německé říše do Společnosti národů, o které usiloval. Stresemann mu poté vysvětlil svou zahraniční politiku v tom, co bylo později známé jako dopis korunního prince ze 7. září 1925 a představil jej jako prostředek k dosažení revize Versailleské smlouvy a konkrétně polského koridoru. V letech 1929/30, kdy padla Velká koalice, poslední parlamentní vláda Výmarské republiky, Vilém byl v této době se svým dlouholetým přítelem Kurtem von Schleicherem a Friedrichem hrabětem von der Schulenburgem aktivně zapojeni do zákulisí. Od následující Brüningovy vlády očekával „bezohledná opatření“ s cílem zvýšit jejich „kredit v národních a středostavovských kruzích“. Ale marně: Brüning se nechal od podzimu 1930 tolerovat SPD.

### Úzké kontakty s nacionálním socialismem od roku 1930
Hitler chytře využil bývalého korunního prince. Na podzim roku 1930 se sice nacionálně socialistický tábor zpočátku obával, že se korunní princ zúčastní vojenské diktatury, která by se postavila proti mocenským nárokům NSDAP. Například Goebbels si ve svém deníku 17. listopadu 1930 poznamenal: „Za dveřmi je diktatura Reichswehru Schleicher – Seeckt – Kronprinz. Musíme se mít na pozoru [...] Je to všechno proti nám a pro politiku holdu [...] Co tato opice [korunní princ] v politice vlastně chce? Měl by zůstat se svými židovskými ženami.“ Přesto bývalého korunního prince aktivně zapojili do nacistické propagandy.

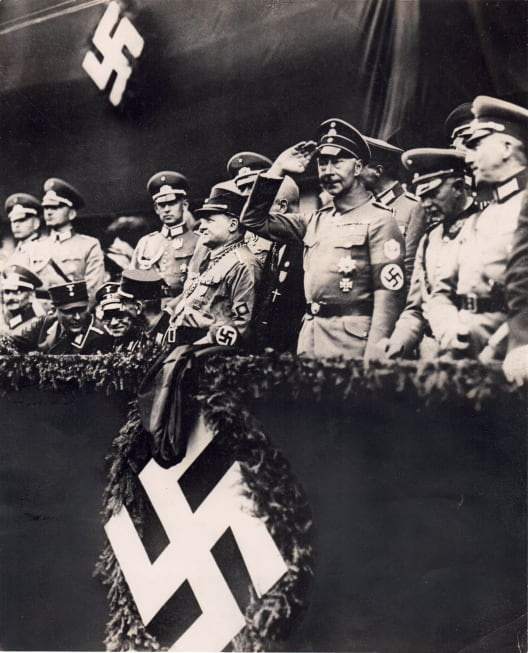
Korunní princ Vilém s páskou s hákovým křížem během SA pochodu, říjen 1933

U příležitosti prezidentských voleb v roce 1932 Německá národní lidová strana (DNVP) zvažovala, zda by měl Vilém kandidovat jako kandidát za jednotu v nacionalistickém táboře, aby zabránil volební kampani mezi úřadujícím Hindenburgem a vyzyvatelem Adolfem Hitlerem – za předpokladu že by oba odstoupili. Vilém si proto pozval Hitlera do paláce Cecilienhof, aby projednal sdílení moci mezi ním jako prezidentem a Hitlerem jako kancléřem. Hitler s plánem souhlasil, ale neuspěl kvůli námitce Viléma II., který ve svém dopise z exilu napsal:
„Pokud přijmeš tento post, musíš složit přísahu republice. Pokud to uděláš, jsi pro mě hotový. Vydědím tě a vyhodím ze svého domu. Pokud přísaháš, že porušíš přísahu jen příležitostně, stanete se křivou přísahou, už nejsi gentleman a pro mě hotový. Hohenzollernové svou přísahu neporuší. Pro Hohenzollerny je nemožné znovu získat moc prostřednictvím republikánského, rudého Ebertova prezidentského křesla.“
V prosinci 1931 bývalý korunní princ napsal Schleicherovi a Kurtu von Hammerstein-Equordovi na protest proti zákazu uniforem, který Brüningova vláda vydala proti SA a všem dalším vojenským spolkům. V prezidentských volbách v roce 1932 Vilém podpořil Hitlerovu kandidaturu, ale byl poražen Hindenburgem. Dne 14. dubna 1932 protestoval u říšského ministra vnitra Wilhelma Groenera proti zákazu SA a SS, který byl vydán o den dříve slovy:
„[…] Tuto vyhlášku mohu označit pouze za vážnou chybu. Je pro mě také nepochopitelné, jak vy jako ministr obrany pomáháte rozbíjet ten úžasný lidský materiál, který je sjednocen v SA a SS a který se tam těší cennému vzdělání.“ 
Od roku 1931 dostával Vilém zhruba každé dva měsíce od mnichovského privátního bankéře Heinricha Martina, který patřil do okruhu Gregora Strassera, důvěrné zprávy a analýzy o aktuální politické a ekonomické situaci v zemi. Martin mu poskytl zejména důvěrné informace o plánech vedení skupiny NSDAP a vnitřním stavu strany. Vilém tyto zprávy na jaře 1933 zničil ze strachu, že by mohly být objeveny při domovní prohlídce. Kopie jedné z těchto zpráv, kterou předal Kurtu von Schleicherovi, se dochovala v jeho pozůstalosti.

### V době národního socialismu

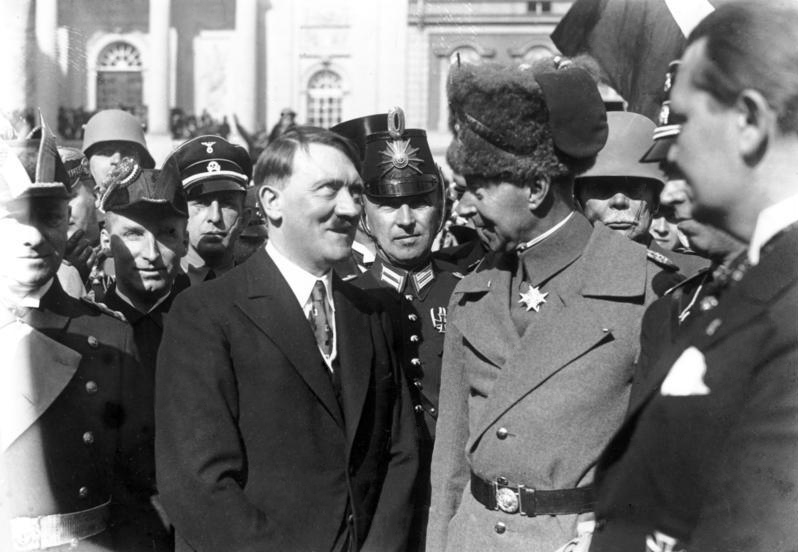
Vilém a Hitler v roce 1933 v den Postupimi

Bývalý korunní princ byl potěšen, když národní socialisté převzali moc. Dne 30. ledna 1933 oznámil Sigurdu von Ilsemannovi, pobočníkovi svého otce, „jak je šťastný, že se v Německu nyní vytvořila národní vláda, pro kterou rok pracoval“. Vilém očekával, že Hitler udělá pro Německo to, co Mussolini udělal v Itálii (který dal zemi ekonomickou podporu a nominálně vykonával svou diktaturu za panovníka Viktora Emmanuela III.). V témže roce nastoupil do Motor-SA a 21. března 1933 se zúčastnil Postupimského dne, kterým Hitler zinscenoval vzájemné uznání „starých“ a „nových národních sil“ u příležitosti otevření nového Reichstagu.

V následujících letech vedl kampaň za mladý režim a v otevřených dopisech světové veřejnosti jej obhajoval před nařčením z propagandy zvěrstev. V dubnu 1933 napsal, že Židé vyhnali křesťanské elity a jsou zodpovědní za ekonomickou krizi. Později napsal: „Brilantní vůdce Adolf Hitler“ musí dostat potřebný čas na „jisté úklidové práce“, jeho boj proti komunismu se vede „pro celý svět“, který mu později poděkuje. Podle historika Stephana Malinowského spočíval Vilémův význam pro upevnění nacistického režimu v tom, že svou přítomností na reprezentativních akcích, oblečený v obvazu s hákovým křížem a v dopisech a soukromých rozhovorech, kde vedl kampaň za blížící se rozpad spojenectví nacistického režimu mezi protirepublikánskými konzervativci a národními socialisty, o které se opíral Hitlerův kabinet. To bylo obtížné, protože SA použila otevřený teror proti konzervativním kritikům ze Stahlhelm a DNVP. Bývalý korunní princ jim nepomohl, naopak 6. března 1933 napsal Ferdinandu von Bredowovi:
„Nyní je na čase podpořit jednotu této vlády v každém ohledu a vrazit pěstí do tváře každému, kdo se pokusí vnést do této jednoty neklid a nedůvěru.“ 
Pokusy využít vlivu, který mu zůstal kvůli jeho jménu a jeho původu i kvůli jeho společenskému postavení legitimního následníka trůnu ve prospěch obětí režimu, byly většinou neúspěšné. Když Vilém na žádost matky právníka Hanse Littena, který byl v roce 1933 deportován do koncentračního tábora, tak mu diktátor tvrdě vynadal a prohlásil: „Kdo se Littena zastane, je uvržen do tábora, i když jsi to ty.“
V létě 1934 byli Vilémovi přátelé Schleicher a Bredow zavražděni v průběhu „Röhmova puče“, jeho pobočník Louis Müldner von Mülnheim byl na čtyři týdny vězněn gestapem. Od Viléma nepřišlo ani slovo kritiky. Místo toho v srpnu 1934 v nezmenšené míře pokračoval ve svém „reklamním odkazu [...] pro Hitlera, národní socialismus a režim“ (Stephan Malinowski): V rozhovoru pro Le Petit Journal popsal Hitlera jako „nesrovnatelného učitele energie“. „Není nic, co bychom potřebovali víc.“
V roce 1936 prošel světovým tiskem soukromý telegram s gratulací Viléma Pruského „úspěšnému vojevůdci“ Benitu Mussolinimu. Po dobytí Nizozemska a Belgie Vilém Hitlerovi 26. června 1940 telegramem blahopřál slovy: „Bůh ochraňuj tebe a naši německou vlast!“
Členové rodu Hohenzollernů opakovaně tvrdí, že byl ve 40. letech napojen na odboj proti nacionálnímu socialismu a konkrétně na skupinu spiklenců z 20. července 1944. Pro to však neexistují žádné důkazy. Stephan Malinowski zdůrazňuje, že „ex-korunní princ neměl absolutně nic společného s plánováním a průběhem státního převratu.“

### Poslední roky
Když válka skončila, byl Vilém ve Vorarlbersku, kde ho zajala francouzská armáda. Generál Jean de Lattre de Tassigny ho nechal uvěznit v Lindau. Podle jeho manželky se Vilém vrátil z tohoto zajetí po třech týdnech jako zlomený muž. Pak byl na několik let držen v Hechingenu, které si zvolil. Směl se volně pohybovat v okruhu 25 km. Zde žil až do října 1945. Od roku 1946 až do své smrti bydlel Vilém v menším domě a žil z cenných papírů. Ve stejném roce sovětské okupační síly vyvlastnily rodinu Hohenzollernů bez náhrady.
Vilém, který byl silný kuřák, zemřel v roce 1951 na komplikace srdečního infarktu. Je pohřben na malém rodinném hřbitově v důstojnické zahradě Bašty svatého Michala na zámku Hohenzollern, kde je pohřbena i jeho manželka a několik jejich dětí.

## Rodina
Dne 6. června 1905 se v Berlíně stala jeho manželkou princezna Cecílie Meklenbursko-Zvěřínská (1886–1954).
- 1. Vilém Fridrich (4. 7. 1906 Postupim – 26. 5. 1940 Nivelles), padl v řadách Wehrmachtu během 2. světové války v Belgii
  - ⚭ 1933 Dorotea di Salviati (10. 9. 1907 Bonn – 7. 5. 1972 tamtéž), morganatické manželství
- 2. Ludvík Ferdinand (9. 11. 1907 Postupim – 25. 9. 1994 Brémy), hlava hohenzollernské dynastie od roku 1951 až do své smrti
  - ⚭ 1938 velkokněžna Kira Kirillovna Ruská (9. 5. 1909 Paříž – 8. 9. 1967 Hohenzollern)
- 3. Hubert Karel (30. 9. 1909 Postupim – 8. 4. 1950 Windhoek)
  - I. ⚭ 1941 baronka Marie Anna Sybila z Humboldt-Dachroedenu (9. 7. 1916 Braunschweig – 24. 9. 2003 Pattensen), rozvedli se v roce 1943
  - II. ⚭ 1943 Magdalena Reuss-Köstritz (20. 8. 1920 Lipsko – 10. 10. 2009 Löwenstein)
- 4. Fridrich Jiří (19. 12. 1911 Berlín – 20. 4. 1966), utonul v řece Rýn nedaleko svého zámku Reinhartshausen
  - ⚭ 1945 lady Brigid Guinness (30. 7. 1920 Londýn – 8. 3. 1995 Albury)
- 5. Alexandrina Irena (7. 4. 1915 Berlín – 2. 10. 1980 Starnberg), trpěla downovým syndromem
- 6. Cecílie Viktorie (5. 9. 1917 Postupim – 21. 4. 1975 Königstein im Taunus)
  - ⚭ 1949 Clyde Kenneth Harris (18. 4. 1918 Maud – 2. 3. 1958 Amarillo)

## Spisy
- Meine Erinnerungen aus Deutschlands Heldenkampf, E. S. Mittler & Sohn, Berlin 1923
- Ich suche die Wahrheit! – Ein Buch zur Kriegsschuldfrage, Cotta, Stuttgart a Berlin 1925
- Erinnerungen des Kronprinzen Wilhelm. Aus den Aufzeichnungen, Dokumenten, Tagebüchern und Gesprächen, Karl Rosner, Cotta, Stuttgart und Berlin 1922

## Vývod z předků
|              |                                                                      |  |                                      |                                           |  |  |  |  |  |  |  | Fridrich Vilém III. |
|              |                                                                      |  |                                      |                                           |  |  |  |  |  |  |  |                     |
|              | Vilém I. Pruský                                                      |  |                                      |                                           |  |  |  |  |  |  |  |                     |
|              |                                                                      |  |                                      |                                           |  |  |  |  |  |  |  |                     |
|              |                                                                      |  |                                      | Luisa Meklenbursko-Střelická              |  |  |  |  |  |  |  |                     |
|              |                                                                      |  |                                      |                                           |  |  |  |  |  |  |  |                     |
|              | Fridrich III. Pruský                                                 |  |                                      |                                           |  |  |  |  |  |  |  |                     |
|              |                                                                      |  |                                      |                                           |  |  |  |  |  |  |  |                     |
|              |                                                                      |  |                                      | Karel Fridrich Sasko-Výmarsko-Eisenašský  |  |  |  |  |  |  |  |                     |
|              |                                                                      |  |                                      |                                           |  |  |  |  |  |  |  |                     |
|              | Augusta Sasko-Výmarská                                               |  |                                      |                                           |  |  |  |  |  |  |  |                     |
|              |                                                                      |  |                                      |                                           |  |  |  |  |  |  |  |                     |
|              |                                                                      |  |                                      | Marie Pavlovna Romanovová                 |  |  |  |  |  |  |  |                     |
|              |                                                                      |  |                                      |                                           |  |  |  |  |  |  |  |                     |
|              | Vilém II. Pruský                                                     |  |                                      |                                           |  |  |  |  |  |  |  |                     |
|              |                                                                      |  |                                      |                                           |  |  |  |  |  |  |  |                     |
|              |                                                                      |  |                                      | Arnošt I. Sasko-Kobursko-Gothajský        |  |  |  |  |  |  |  |                     |
|              |                                                                      |  |                                      |                                           |  |  |  |  |  |  |  |                     |
|              | Albert Sasko-Kobursko-Gothajský                                      |  |                                      |                                           |  |  |  |  |  |  |  |                     |
|              |                                                                      |  |                                      |                                           |  |  |  |  |  |  |  |                     |
|              |                                                                      |  |                                      | Luisa Sasko-Gothajsko-Altenburská         |  |  |  |  |  |  |  |                     |
|              |                                                                      |  |                                      |                                           |  |  |  |  |  |  |  |                     |
|              | Viktorie Sasko-Koburská                                              |  |                                      |                                           |  |  |  |  |  |  |  |                     |
|              |                                                                      |  |                                      |                                           |  |  |  |  |  |  |  |                     |
|              |                                                                      |  |                                      | Eduard August Hannoverský                 |  |  |  |  |  |  |  |                     |
|              |                                                                      |  |                                      |                                           |  |  |  |  |  |  |  |                     |
|              | královna Viktorie                                                    |  |                                      |                                           |  |  |  |  |  |  |  |                     |
|              |                                                                      |  |                                      |                                           |  |  |  |  |  |  |  |                     |
|              |                                                                      |  |                                      | Viktorie Sasko-Kobursko-Saalfeldská       |  |  |  |  |  |  |  |                     |
|              |                                                                      |  |                                      |                                           |  |  |  |  |  |  |  |                     |
| Vilém Pruský |                                                                      |  |                                      |                                           |  |  |  |  |  |  |  |                     |
|              |                                                                      |  |                                      |                                           |  |  |  |  |  |  |  |                     |
|              |                                                                      |  | Frederik Kristián II. Augustenburský |                                           |  |  |  |  |  |  |  |                     |
|              |                                                                      |  |                                      |                                           |  |  |  |  |  |  |  |                     |
|              | Kristián August II. Šlesvicko-Holštýnsko-Sonderbursko-Augustenburský |  |                                      |                                           |  |  |  |  |  |  |  |                     |
|              |                                                                      |  |                                      |                                           |  |  |  |  |  |  |  |                     |
|              |                                                                      |  |                                      | Luisa Augusta Dánská                      |  |  |  |  |  |  |  |                     |
|              |                                                                      |  |                                      |                                           |  |  |  |  |  |  |  |                     |
|              | Fridrich VIII. Šlesvicko-Holštýnský                                  |  |                                      |                                           |  |  |  |  |  |  |  |                     |
|              |                                                                      |  |                                      |                                           |  |  |  |  |  |  |  |                     |
|              |                                                                      |  |                                      | Kristián Konrád, hrabě Danneskiold-Samsøe |  |  |  |  |  |  |  |                     |
|              |                                                                      |  |                                      |                                           |  |  |  |  |  |  |  |                     |
|              | Luisa Žofie z Danneskiold-Samsøe                                     |  |                                      |                                           |  |  |  |  |  |  |  |                     |
|              |                                                                      |  |                                      |                                           |  |  |  |  |  |  |  |                     |
|              |                                                                      |  |                                      | Johanne Henriette Valentine Kaas          |  |  |  |  |  |  |  |                     |
|              |                                                                      |  |                                      |                                           |  |  |  |  |  |  |  |                     |
|              | Augusta Viktorie Šlesvicko-Holštýnská                                |  |                                      |                                           |  |  |  |  |  |  |  |                     |
|              |                                                                      |  |                                      |                                           |  |  |  |  |  |  |  |                     |
|              |                                                                      |  |                                      | Karel Ludvík z Hohenlohe-Langenburgu      |  |  |  |  |  |  |  |                     |
|              |                                                                      |  |                                      |                                           |  |  |  |  |  |  |  |                     |
|              | Arnošt I. z Hohenlohe-Langenburgu                                    |  |                                      |                                           |  |  |  |  |  |  |  |                     |
|              |                                                                      |  |                                      |                                           |  |  |  |  |  |  |  |                     |
|              |                                                                      |  |                                      | Amálie Henrietta ze Solms-Baruth          |  |  |  |  |  |  |  |                     |
|              |                                                                      |  |                                      |                                           |  |  |  |  |  |  |  |                     |
|              | Adléta z Hohenlohe-Langenburgu                                       |  |                                      |                                           |  |  |  |  |  |  |  |                     |
|              |                                                                      |  |                                      |                                           |  |  |  |  |  |  |  |                     |
|              |                                                                      |  |                                      | Emich Karel Leiningenský                  |  |  |  |  |  |  |  |                     |
|              |                                                                      |  |                                      |                                           |  |  |  |  |  |  |  |                     |
|              | Feodora Leiningenská                                                 |  |                                      |                                           |  |  |  |  |  |  |  |                     |
|              |                                                                      |  |                                      |                                           |  |  |  |  |  |  |  |                     |
|              |                                                                      |  |                                      | Viktorie Sasko-Kobursko-Saalfeldská       |  |  |  |  |  |  |  |                     |
|              |                                                                      |  |                                      |                                           |  |  |  |  |  |  |  |                     |